# Кунце, Михаэль
Михаэль Кунце (нем. Michael Kunze; род. 9 ноября 1943 года, Прага) — немецкий поэт, писатель, драматург, автор книг и сценариев, текстов песен и либретто. В последние[какие?] годы развивает новую европейскую форму музыкального театра, расширяющую жанр мюзикла до драма-мюзикла.

## Биография
Михаэль Кунце происходит из австрийской семьи. (Иногда он также использовал псевдоним  Stephan Prager (Пражец Штефан - составленный из имени его сына и его родного города, Праги)). Его дед был имперским офицером. Кунце родился в Праге и вырос в Мюнхене. После получения степени доктора права стал писателем и автором песен, создал множество немецких и международных хитов. Многие популярные исполнители (София Ротару, Удо Юргенс, Нана Мускури, Питер Александр, Юрген Дрюс, Münchener Freiheit и Хольге Биге, Silver Convention, Хулио Иглесиас, Херби Манн, Жильбер Беко, Лулу и Sister Sledge) обязаны ему своими успехами. Вместе со своим другом Сильвестром Леваем он первым из немцев получил "Грэмми" за "Fly, Robin, Fly", занявшую первое место в американских чартах. У него много других международных наград в том числе 79 золотых и платиновых пластинок. За свои достижения как автора песен в 2005 году Кунце получил награду "Echo Lifetime Award" от Deutsche Phonoakademie. На пике карьеры он перестал работать в поп-музыке и начал писать книги. Его роман "Улица в огне" стал бестселлером в Германии и был издан также в Англии, США, Бразилии и Японии.
В 80-е годы основной деятельностью Кунце стали мюзиклы. Немецкие версии работ Эндрю Ллойда Уэббера, Стивена Сондхайма и других сделали его важнейшей фигурой немецкого мира мюзиклов. Узнав секреты мастерства, в начале 90-х годов он решил создать собственную форму музыкального театра. Его последние работы - пьеса "Ленья" (фестиваль в Дессау, 2002), американская опера "Рауль" (музыка Гершона Кингсли) и новый драма-мюзикл "Мария-Антуанетта" (Токио, 2006), причем либретто последнего было написано на английском, а потом переведено на японский. Премьера "Марии-Антуанетты" на немецком языке состоится 30 января 2009 года в Бремене.
После девяти лет жизни в Нью-Йорке Михаэль Кунце вернулся в Германию и живёт в Гамбурге.
Автор текстов мюзиклов "Элизабет", "Танец вампиров" и "Моцарт!". Автор немецких версий международных хитов "Эвита", "Кошки", "Кордебалет", "Призрак Оперы", "Маленький магазинчик ужасов", "В леса", "Поцелуй женщины-паука", "Лики любви", "Бульвар Сансет", "Горбун из Нотр-Дама", "Король-лев", "Mamma Mia!" и "Аида" Элтона Джона. Придуманный и написанный им драма-мюзикл "Элизабет" - самый успешный немецкий мюзикл всех времен и народов. "Элизабет" посмотрели почти 8 миллионов зрителей в Австрии, Японии, Венгрии, Швеции, Германии и Голландии. "Танец вампиров" стал культовым произведением, после 7 лет постановки в Вене, Штутгарте и Гамбурге был поставлен в Берлине. Он восхищал публику от Варшавы до Токио и даже достиг Бродвея. "Моцарт!" был поставлен в Вене в 1999 году и стал третьим международным хитом, с успехом прошёл в Германии, Венгрии, Швеции и Японии.

## Мюзиклы

### Автор
- 1990: Ведьмы, Ведьмы (Hexen, Hexen) - композитор Сильвестр Левай
- 1992: Элизабет (Elisabeth) - композитор Сильвестр Левай
- 1997: Танец вампиров (Tanz der Vampire) - композитор Джим Стейнман
- 1999: Моцарт! (Mozart!) - композитор Сильвестр Левай
- 2006: Ребекка (Rebecca) - композитор Сильвестр Левай
- 2006: Мария-Антуанетта (Marie Antoinette) - композитор Сильвестр Левай
- 2010: Моисей: 10 заповедей (мюзикл), музыка - Дитер Фальк
- 2011: Александра - счастье и гибель звезды - музыка также за авторством Михаэля Кунце
- 2014: Леди Бэсс (мюзикл) — автор музыки Сильвестр Левай
- 2015: Лютер (мюзикл) - автор музыки Дитер Фальк
- 2016: Дон Камилло и Пеппоне (мюзикл) - автор музыки Дарио Фарина
- 2018: Маттенхорн (мюзикл) - автор музыки Альберт Хаммонд
- 2022: Немного мира (мюзикл) - автор музыки Ральф Сигель
- 2023: Бетховен (мюзикл) — автор музыки Сильвестр Левай

### Переводчик
- 1979 Эвита (Evita), композитор Эндрю Ллойд Уэббер, автор текстов Тим Райс, премьера на немецком языке в 1981 году, в Вене
- 1980 Я люблю жену (I Love My Wife), композитор Coleman, автор текстов Michael Stewart, премьера на немецком языке в 1980 году в Оберхаузене
- 1982 (Side By Side), автор текстов и композитор Stephen Sondheim, премьера на немецком языке в 1983 году в Мюнхене
- 1983 Кошки (Cats), Эндрю Ллойд Уэббер, автор текстов Т. С. Элиот, премьера на немецком языке в 1983 году, в Вене
- 1984 Юнона и Авось (Avos!), композитора Алексея Рыбникова на стихи поэта Андрея Вознесенского, премьера на немецком языке в 1988 году, в Фрайбурге
- 1984 (Vom Dicken Schwein Das Dünn Werden Wollte), автор текстов и композитор Jerome Savary, премьера на немецком языке в 1984 году, в Вене
- 1985 (Song & Dance), композитор Эндрю Ллойд Уэббер, автор текстов Don Black, премьера на немецком языке в 1987 году в Мюнхене
- 1985 (Bye, Bye Showbizz!), автор текстов и композитор Jerome Savary, премьера на немецком языке в 1985 году в Штутгарте
- 1986 Кордебалет (A Chorus Line), композитор Marvin Hamlisch, автор текстов Edward Kleban, премьера на немецком языке в 1986 году, в Вене
- 1987 Маленький магазинчик ужасов (Little Shop Of Horrors), композитор Алан Менкен, автор текстов Howard Ashman, премьера на немецком языке в 1987 году, в Вене
- 1988 (Wodka-Cola), автор текстов и композитор Cole Porter, премьера на немецком языке в 1988 году в Штутгарте
- 1988 Призрак Оперы (The Phantom Of The Opera), композитор Эндрю Ллойд Уэббер, автор текстов Charles Hart, премьера на немецком языке в 1989 году, в Вене
- 1987 В леса (Into The Woods), автор текстов и композитор Stephen Sondheim, премьера на немецком языке в 1990 году, в Хейльбронне
- 1989 (Tschechow), авторы текстов и композиторы Robert Long и Dimitri Frenkel Frank, премьера на немецком языке в 1989 году, в Хейльбронне
- 1992 (Dorian Gray), композитор Edward Reyes, автор текстов Thomas Sheehan, премьера на немецком языке в 1992 году, в Хейльбронне
- 1992 (Follies), автор текстов и композитор Stephen Sondheim, премьера на немецком языке в 1992 году, в Берлине
- 1993 (Assassins), автор текстов и композитор Stephen Sondheim, премьера на немецком языке в 1993 году, в Хейльбронне
- 1993 Поцелуй женщины-паука (Kiss Of The Spider Woman), композитор John Kander, автор текстов Fred Ebb, премьера на немецком языке в 1993 году, в Вене
- 1995 (City Of Angels), композитор Cy Coleman, автор текстов David Zippel, премьера на немецком языке в 1995 году, в Хейльбронне
- 1995 Бульвар Сансет (Sunset Boulevard), композитор Эндрю Ллойд Уэббер, авторы текстов Don Black и Christopher Hampton, премьера на немецком языке в 1995 году, в Франкфурте
- 1996 Компания (Company), автор текстов и композитор Stephen Sondheim, премьера на немецком языке в 1996 году, в Берлине
- 1997 Лики любви (Aspects Of Love), композитор Эндрю Ллойд Уэббер, авторы текстов Don Black и Charles Hart, премьера на немецком языке в 1997 году, в Дрездене
- 1999 Горбун из Нотр-Дама (The Hunchback Of Notre Dame), композитор Алан Менкен, автор текстов Стивен Шварц, премьера на немецком языке в 1999 году, в Берлине
- 2001 Король-лев (Lion King), композитор Элтон Джон, автор текстов Тим Райс, премьера на немецком языке в 2001 году, в Гамбурге
- 2002 Mamma Mia!, авторы текстов и композиторы Benny Andersson и Björn Ulvaeus, премьера на немецком языке в 2002 году, в Гамбурге
- 2003 Аида (Aida), композитор Элтон Джон, автор текстов Тим Райс, премьера на немецком языке в 2003 году, в Эссене
- 2007 Злая (Wicked), автор текстов и композитор Стивен Шварц, премьера на немецком языке в ноябре 2007 года в Штутгарте

## Оперы
- 2008 Рауль (Raoul) - композитор Гершон Кингсли

## Награды
- 56 золотых дисков
- 23 платиновых диска
- Grammy Award за песню Fly, Robin, Fly, музыка Сильвестра Левая (1975)
- Paul-Lincke-Ring (1989)
- Goldene Feder des Deutschen Textdichter-Verbandes (1991)
- Heinz-Bolten-Baeckers-Preis of the GEMA-Stiftung (1993)
- Musical of the Year Award for Mozart! (2000)
- Musical of the Year Award for Elisabeth (2001)
- ECHO Lifetime Award (2005)